# Lac Cachisca
Lac Cachisca är en sjö i Kanada.   Den ligger i regionen Nord-du-Québec och provinsen Québec, i den östra delen av landet, 600 km norr om huvudstaden Ottawa. Lac Cachisca ligger 357 meter över havet.
Trakten runt Lac Cachisca är nära nog obefolkad, med mindre än två invånare per kvadratkilometer.